# Одеський тролейбус
Одéський тролéйбус — тролейбусна система, один з видів громадського транспорту в Одесі. Зараз система налічує 8 постійних, 2 нерегулярних та 1 сезонна лінія. У місті діє лише одне депо.

## Історія
7 листопада 1945 року в Одесі розпочалася пробна експлуатація тролейбусного маршруту № 1 «Вокзал — площа Менделя Сфоріма».
Рух тролейбусів в Одесі офіційно було відкрито 7 листопада 1945 року. І це був важливий символічний етап відновлення міста після німецько-румунської окупації і військових після закінчення Другої світової війни. Насправді тролейбус в Одесі був готовий до запуску вже до літа 1941 року, але початок війни завадив його відкриття. Вже були завезені в місто тролейбуси марки ЯТБ, але румунські окупанти просто вкрали і використовували в румунському місті Констанца. Пізніше їх повернули назад в Одесу, відновили і саме вони і відкривали перший маршрут.
Маршрут № 1 одеського тролейбуса з 1945 року і до початку 1980-х проходив від залізничного вокзалу по вулиці Італійській, Дерибасівській, Соборній площі і вулиці Кіри Муратової до площі Менделя Сфоріма.
10 вересня 1948 року в місто надійшли 5 нових тролейбусів МТБ-82, які отримали № 101—105.
1950—1960 роки — період пріоритетного розвитку в місті тролейбусного сполучення:
- 1950 рік — відкритий маршрут № 2;
- 1952 рік — маршрут № 3;
- 1955 рік — маршрут № 4.

До 1959 року чисельність тролейбусного парку становила 69 машин. У 1959 році розпочато будівництво тролейбусного депо № 1 (нині його територію займає служба енергогосподарства).
У 1961—1963 роках відкритий тролейбусний маршрут № 5. Чисельність тролейбусів у 1964 році склала 120 машин ЗіУ-5.
У 1965 році відкрито маршрут № 6, у 1966 році — маршрут № 8, у 1969 році — маршрут № 11 і № 14, у 1970 році — тролейбусний маршрут № 12. Крім того, були введені в експлуатацію 4 тягових підстанції, потужністю по 1800 кВт («Іподромна», «Островідовська», «Новоселівська»), а також пересувна тягова підстанція «Чорноморка». Проведено великий обсяг робіт з реконструкції тролейбусної мережі. За період з 1965 по 1970 роки протяжність тролейбусних ліній збільшилась на 35,2 км.
1 серпня 1973 року введено в експлуатацію тролейбусне депо № 2 місткістю 200 машин.
Протягом 1974—1975 років через будівництво підземних переходів під перехрестям Дерибасівської та Преображенської траса маршруту змінювалася в різних варіантах. З 1984 року тролейбуси прибрали з вулиці Дерибасівської, перемістивши їх лінію на вулицю Ніни Строкатої. У 1997 році, внаслідок введення одностороннього руху по Італійській і Рішельєвській, маршрут теж змінився — від вокзалу йшов по вулиці Італійській, а до вокзалу — по Рішельєвській.
21 грудня 1992 року тролейбусний парк рухомого складу поповнився 5 новими тролейбусами ЮМЗ Т1 (№ 2010—2012).
З вересня 1994 року по 31 січня 1999 року в Одесі діяв період безкоштовних перевезень пасажирів міським електротранспортом. 1 лютого 1999 року відновлені платні перевезення пасажирів міським електротранспортом, вартість проїзду становила 30 копійок. ОТТУ перейменовано на комунальне підприємство «Одесміськелектротранс», початок стабілізації і зростання виробничих потужностей підприємства, оздоровлення морального і соціального клімату в колективі, відродження традицій.
З 1 вересня 1997 року, у зв'язку з переведенням Італійської і Рішельєвської вулиць в односторонній режим, змінена схема руху тролейбусних маршрутів № 1, 4, 8, 10.
З 2009 року і до моменту закриття на маршруті № 1 регулярно працювали перші в Одесі з низькою підлогою тролейбуси. До цього з 1974 року і майже по теперішній час його обслуговували радянські тролейбуси ЗіУ-682, з 1997 року — українські ЮМЗ Т1 і ЮМЗ Т2, а з початку 1960-х і до 1989 року — радянські ЗіУ-5.
Закрили тролейбусний маршрут № 1 1 грудня 2014 року, так як по всій трасі його маршруту почав дублювати подовжений маршрут № 7. Таким чином вперше в історії одеського електротранспорту пострадянського періоду створили безпересадочний зв'язок житлового масиву Таїрова з центром міста.
27 січня 2017 року у тролейбусному депо презентована партія з 5 нових тролейбусів Богдан Т70117. Представлений новий офіційний бренд-бук оформлення рухомого складу електротранспорту.
16 червня 2017 року ВАТ "Керуюча компанія холдингу «Белкоммунмаш» виграла тендер на поставку до Одеси 47 тролейбусів БКМ 321 за рахунок кредитних коштів Європейського банку реконструкції та розвитку.
Вартість контракту склала 8 млн 37 тис. євро. Серед більш ніж десятка великих міст України, які вирішили взяти кредити Європейського банку реконструкції і розвитку (ЄБРР) на оновлення тролейбусних парків, Одеса першої довела процес до логічного завершення у вигляді поставок нових тролейбусів. На це знадобилося трохи більше двох років.

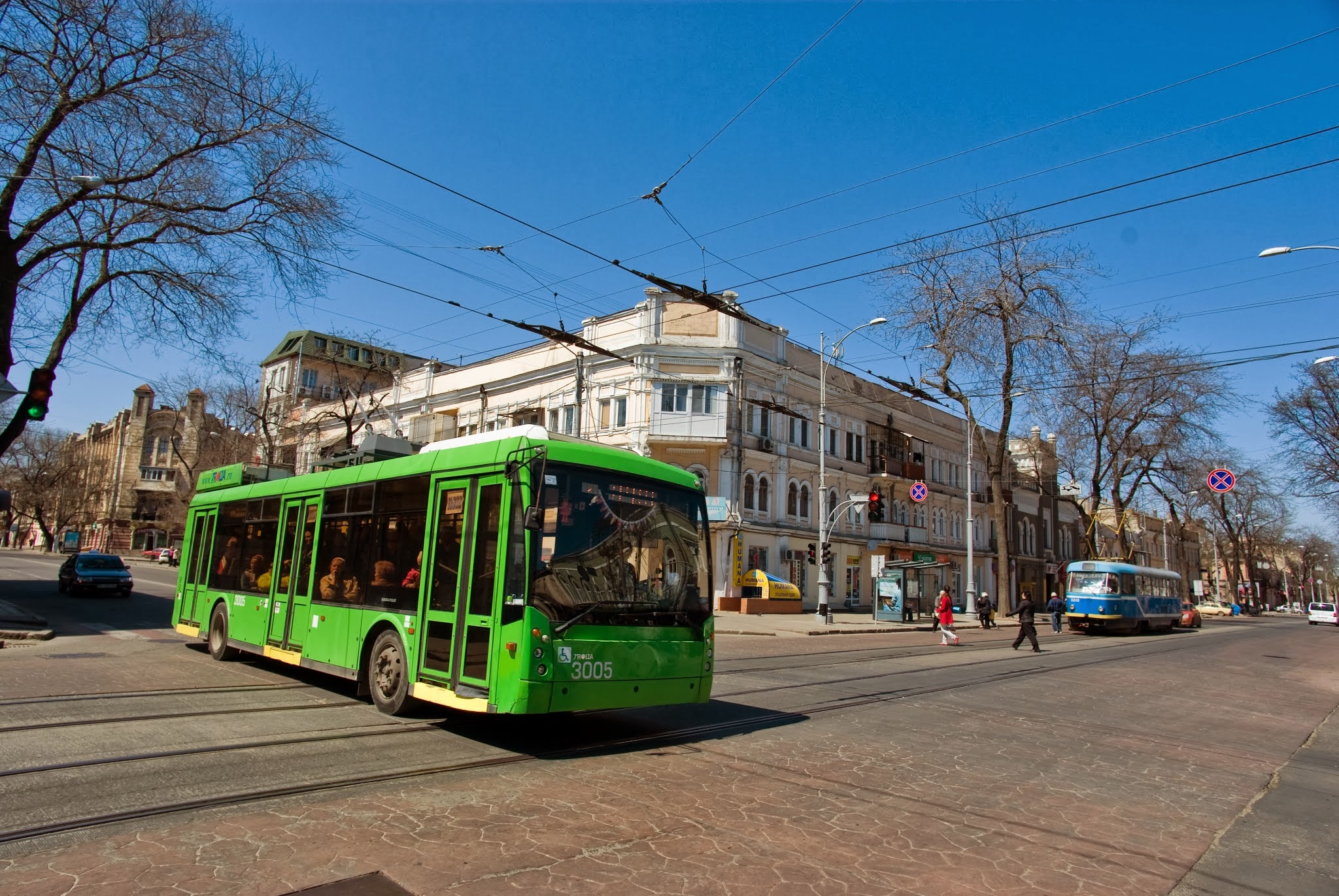
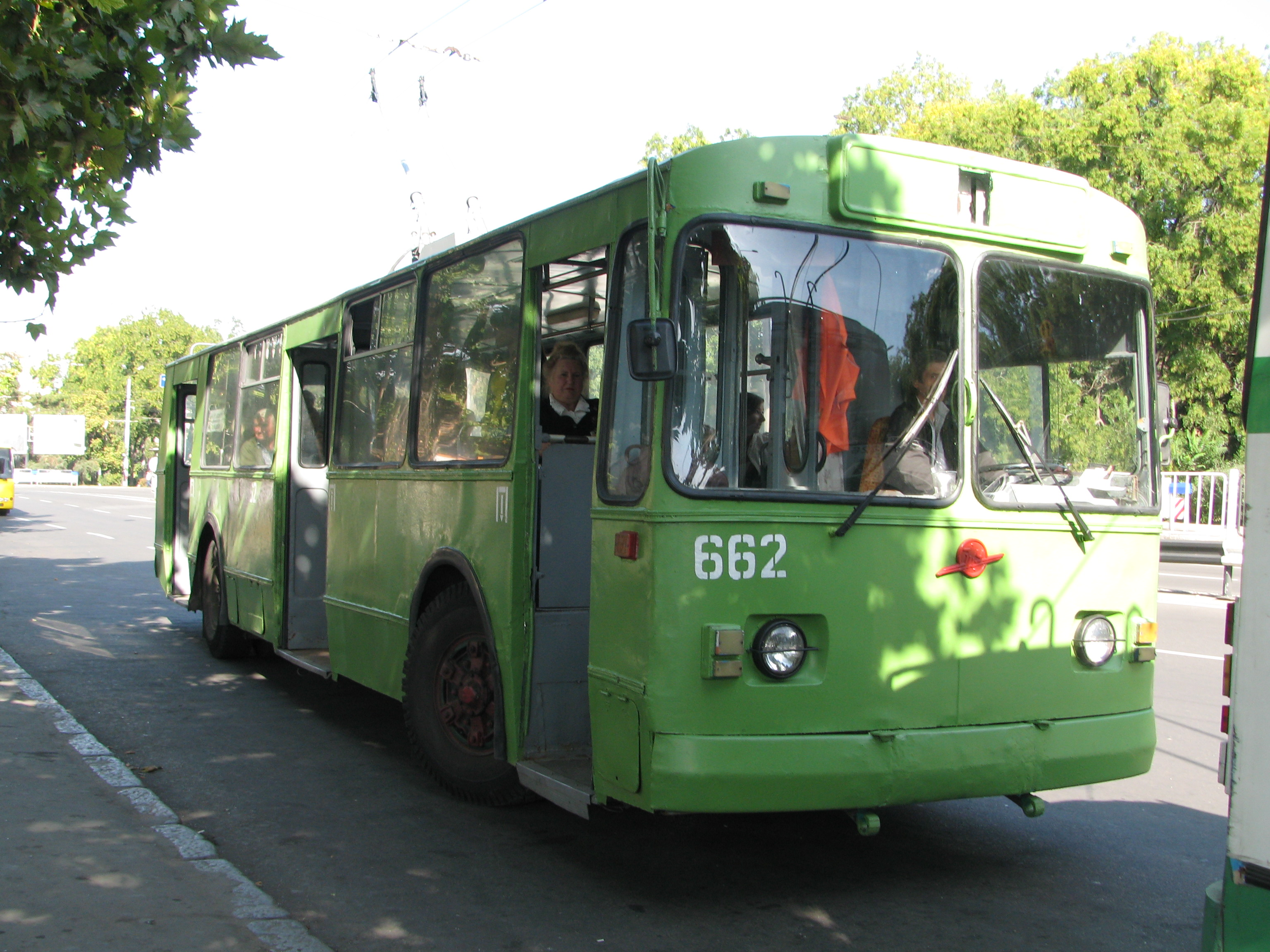
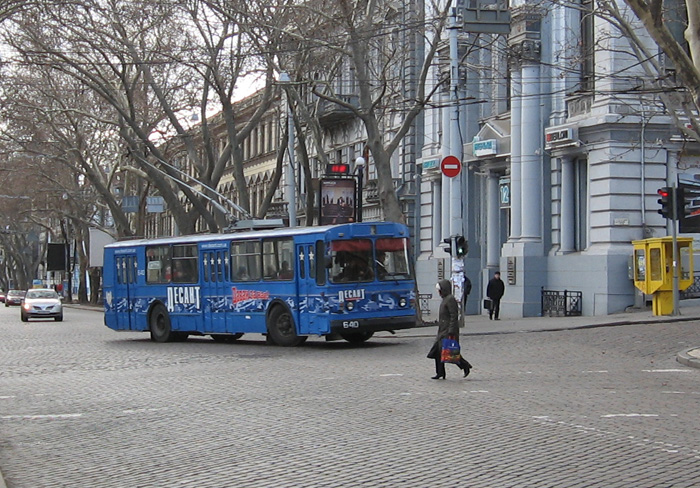
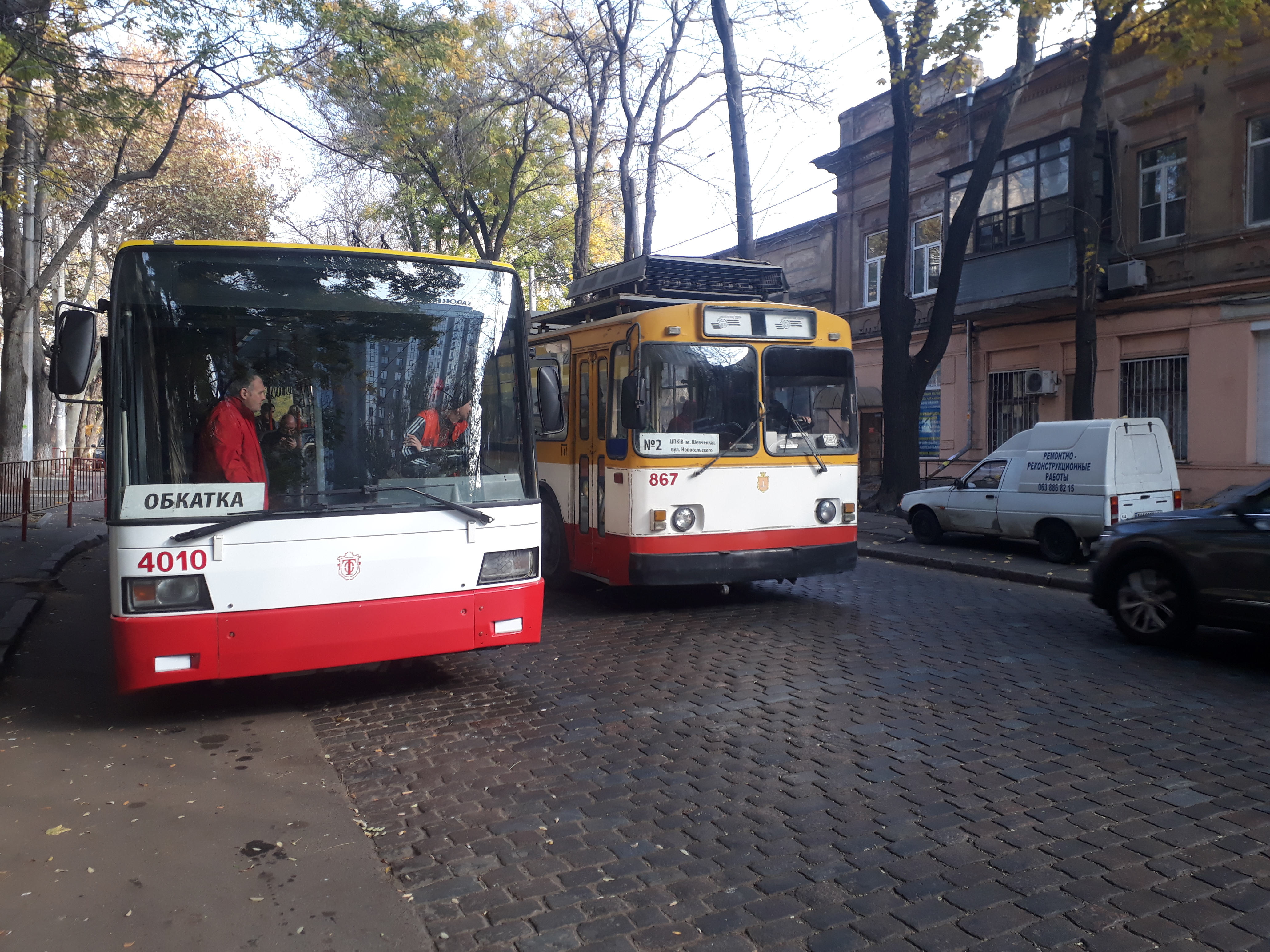
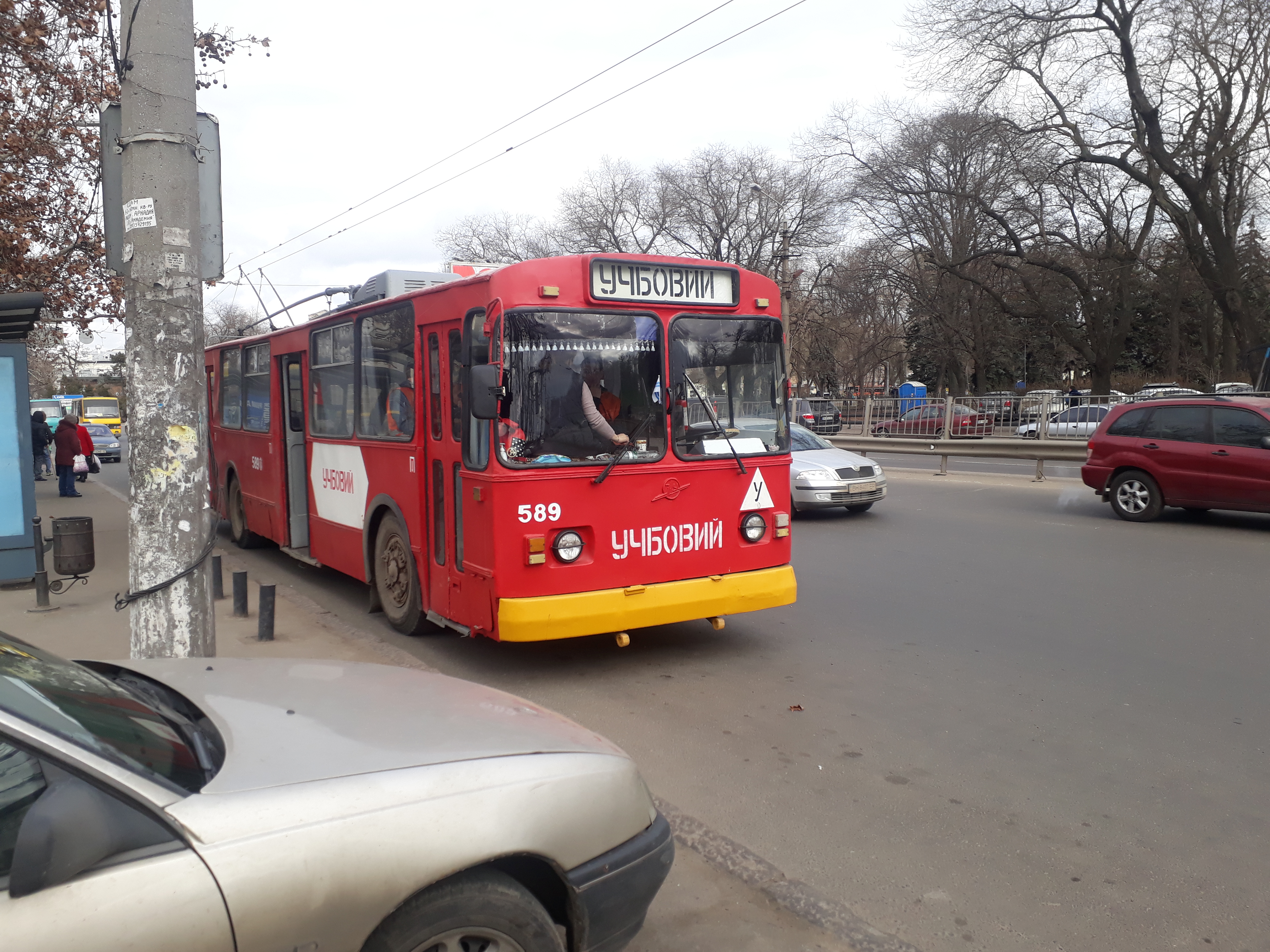

У жовтні 2017 року депутати Одеської міської ради дали згоду на розробку детального плану території в межах проспект Небесної сотні, вулиць Шкільний аеродром, Проектної та Інглезі, що знаходиться на балансі КП «Міське капітальне будівництво», де планують побудувати новий висотний мікрорайон, а також перенести тролейбусне депо.
22 грудня 2017 року в Одесу прибув перший з 47 тролейбусів БКМ 321, які місто закупило влітку за кошти ЄБРР. Спочатку планувалася закупівля 45 тролейбусів, але, в підсумку, місту вдалося придбати за ті ж кошти на 2 машини більше. 28 грудня 2017 відбулася його презентація. Він отримав символічний № 0001. На підприємстві «Одесміськелектротранс» вирішили нові тролейбуси, які придбані за кошти ЄБРР, виділити деповськими номерами в окрему серію. 22 січня 2018 року надійшов другий тролейбус БКМ 321. Вперше пасажирів на маршрутах білоруський тролейбус № 0001 почав возити 5 лютого 2018 року.
17 жовтня 2018 року в Одесі повністю завершилася поставка 47 білоруських тролейбусів моделі БКМ 321, в результаті якої в тролейбусному депо відбулася презентація всіх машин. Завдяки поставкам тролейбусів «Белкомунмаш», придбаних за кошти Європейського банку реконструкції та розвитку, зараз левова частка тролейбусів, які працюють на одеських маршрутах — це з низькою підлогою сучасні машини. Всього на балансі КП «Одесміськелектротранс» налічується 78 низькопольних машин. Крім нових тролейбусів БКМ 321, в Одесі працюють 16 тролейбусів Тролза-5265.00 «Мегаполіс» (з 2009 року), 5 чеських тролейбусів Škoda 21Tr, а також 10 тролейбусів Богдан Т70117, які були придбані 2016 року. Наприкінці 2018 року на балансі тролейбусного депо Одеси налічувалося більше 200 тролейбусів, з них справними є більш ніж 120 машин. 

Одеські тролейбуси під час святкових парадів до дня святого Миколая.
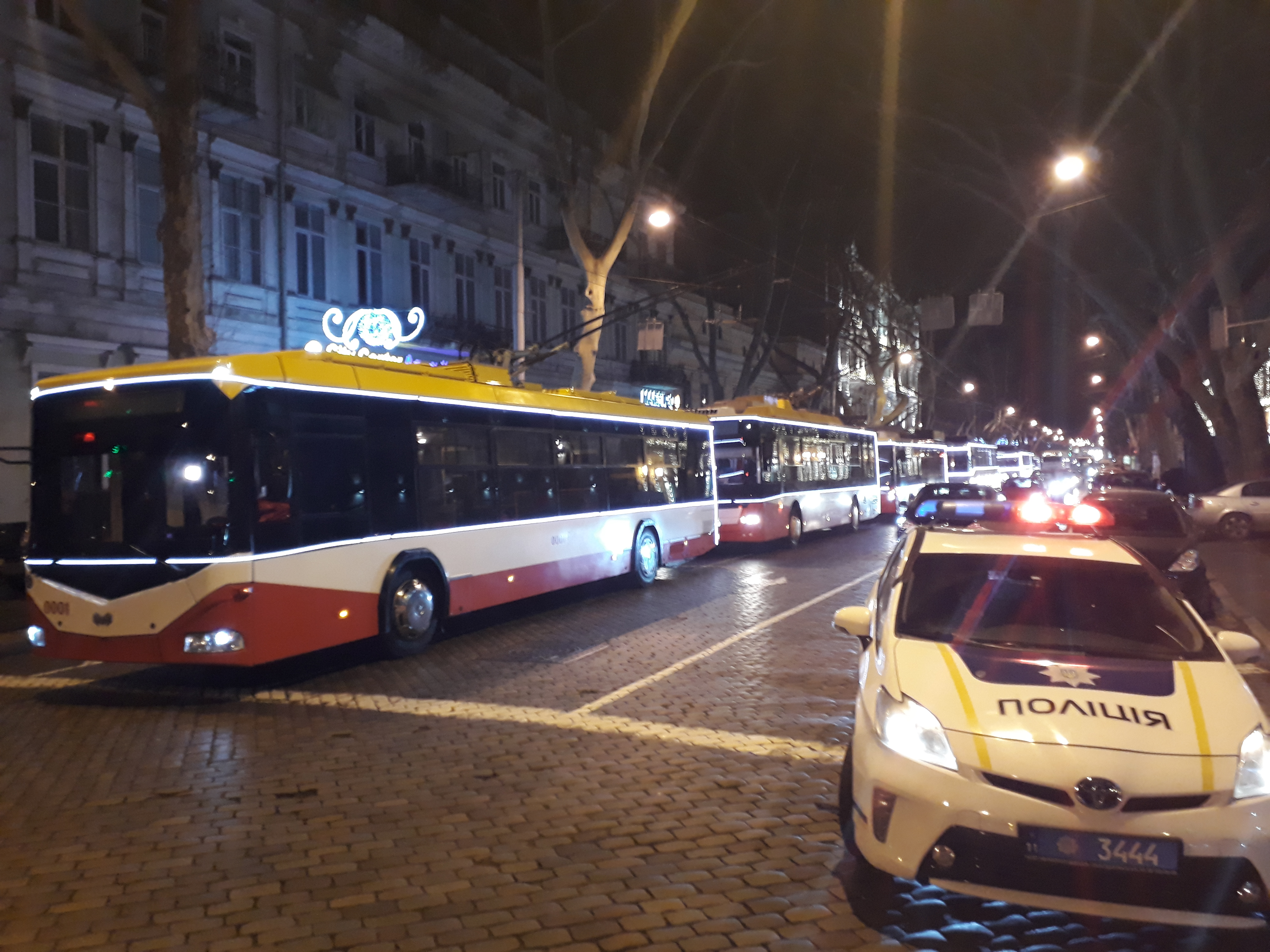
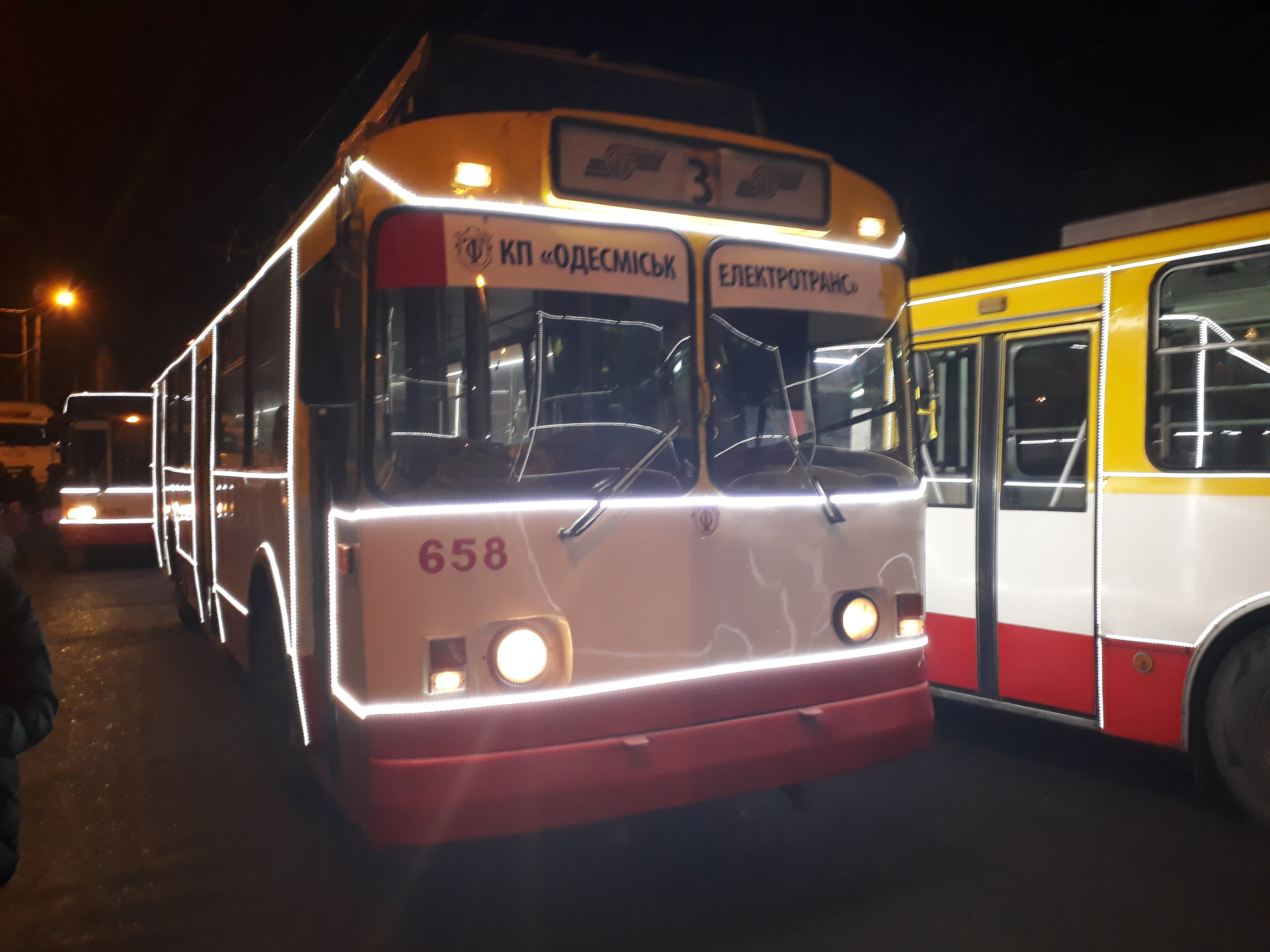
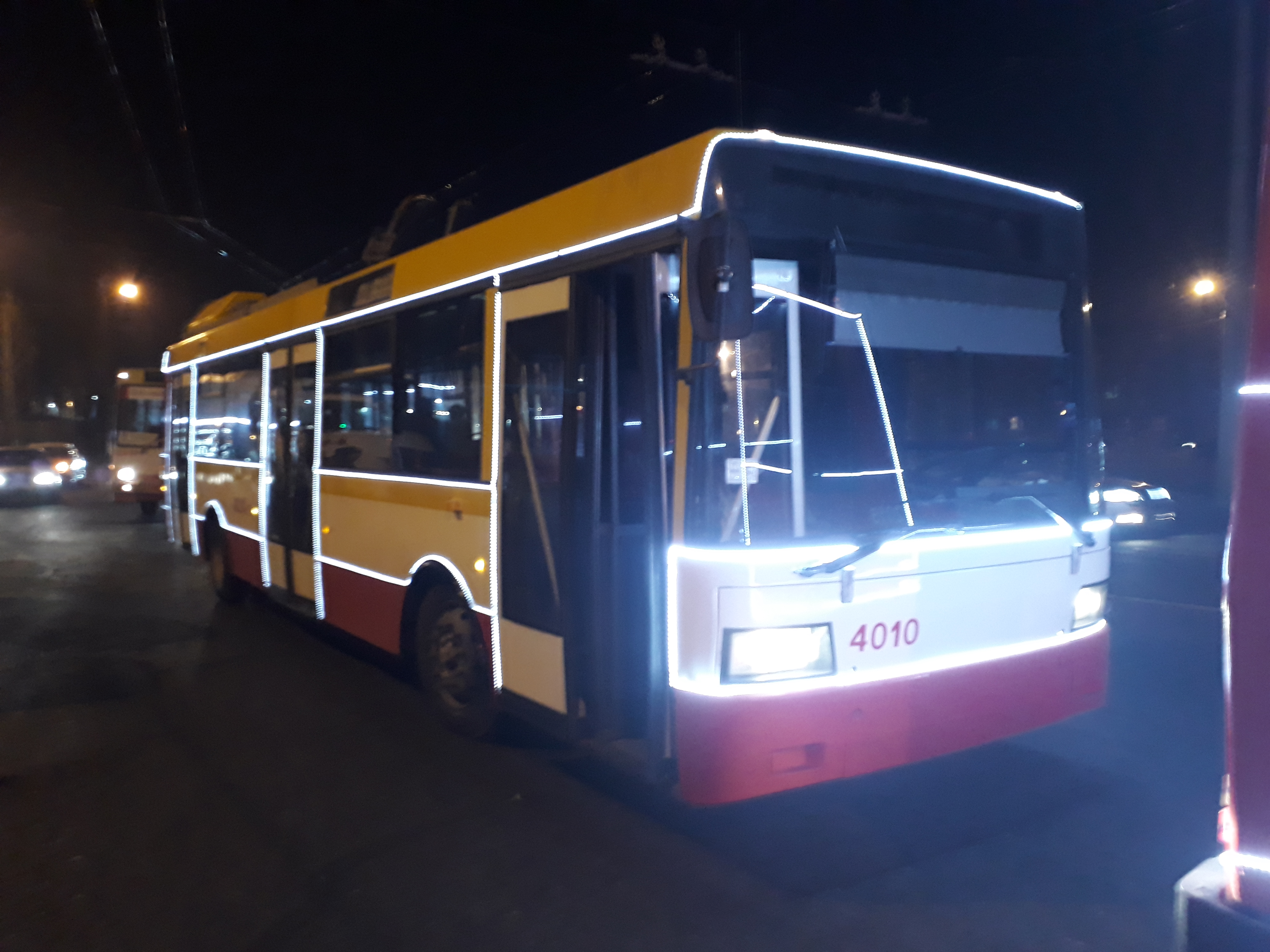
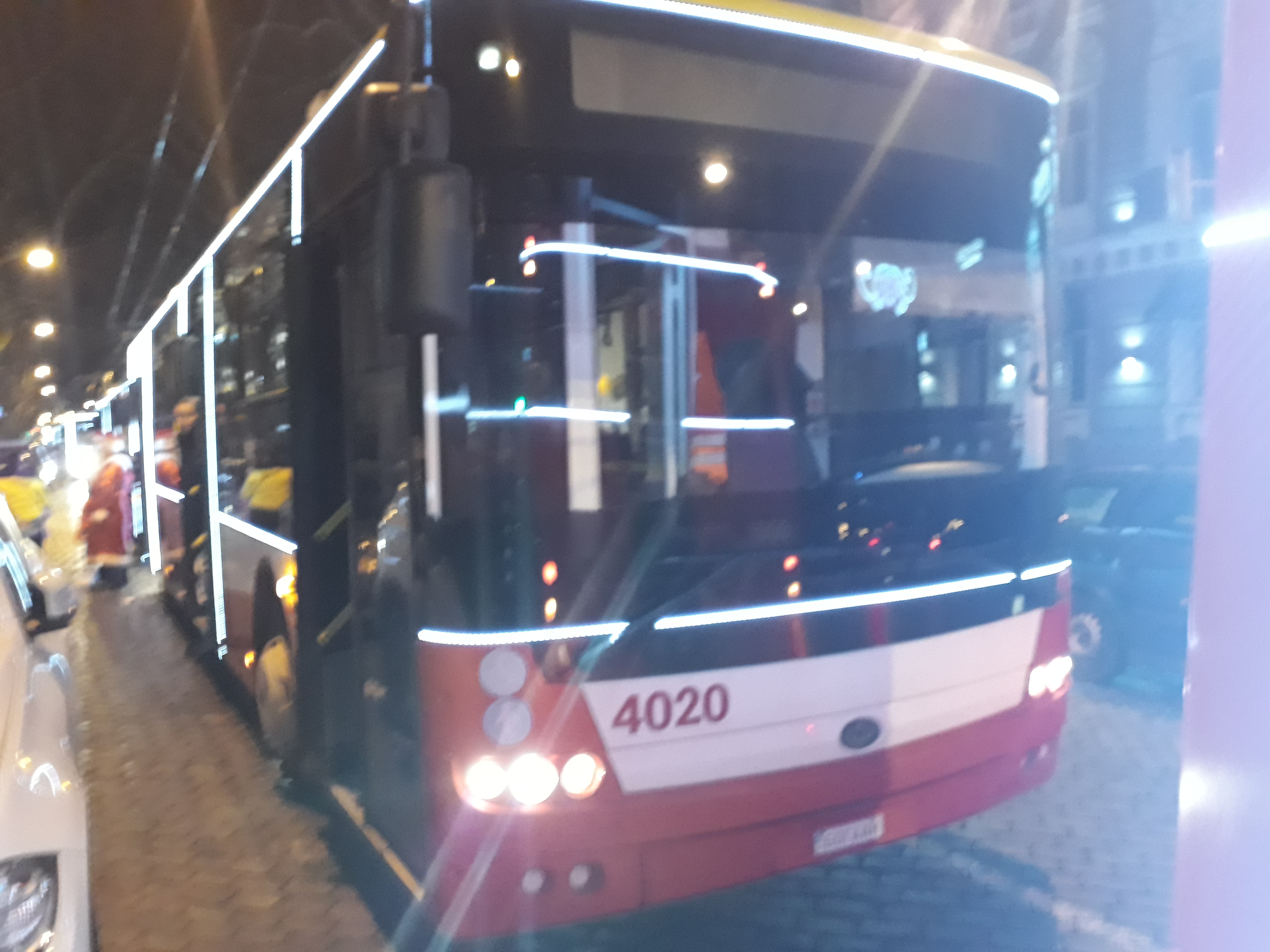
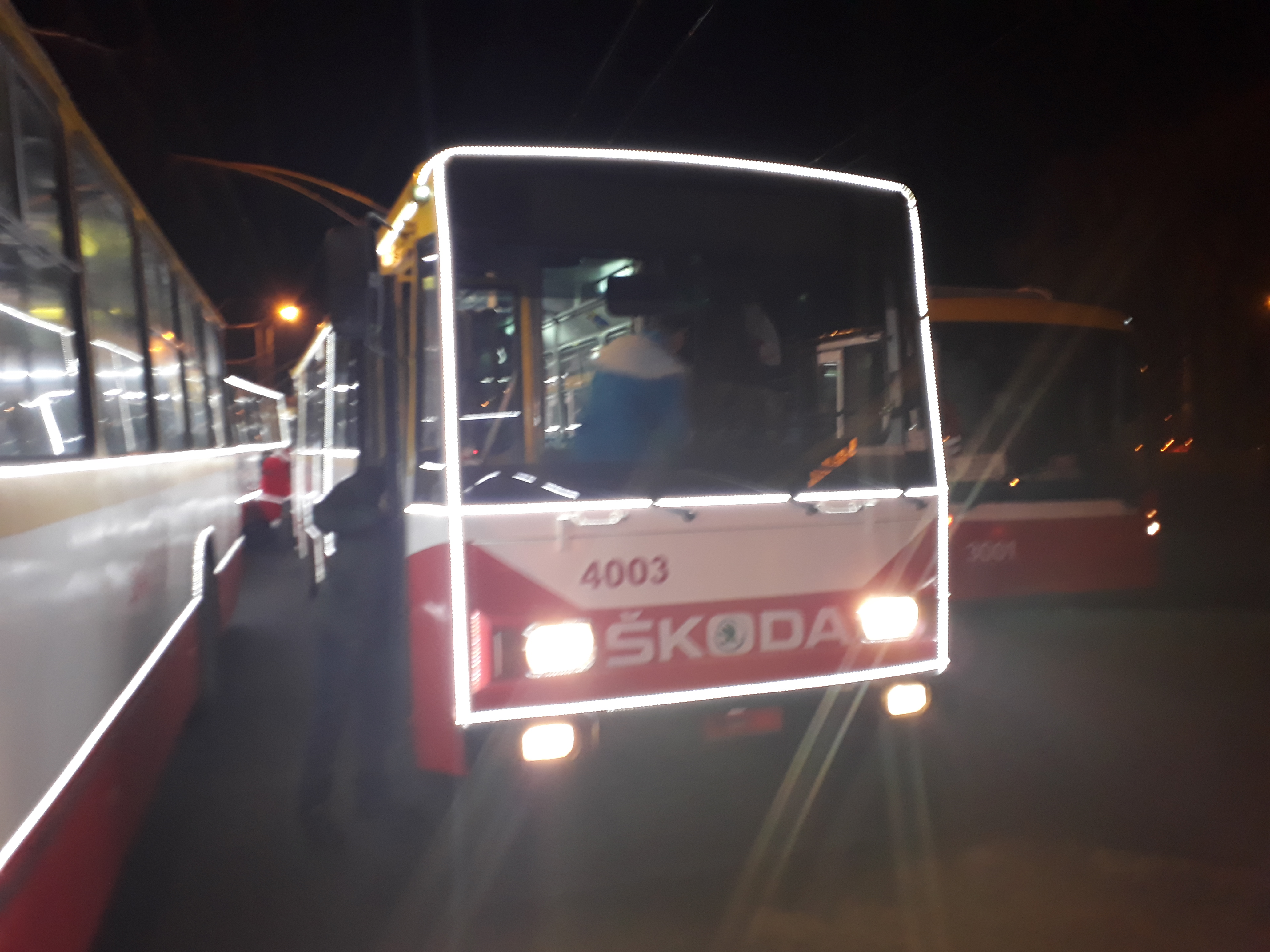
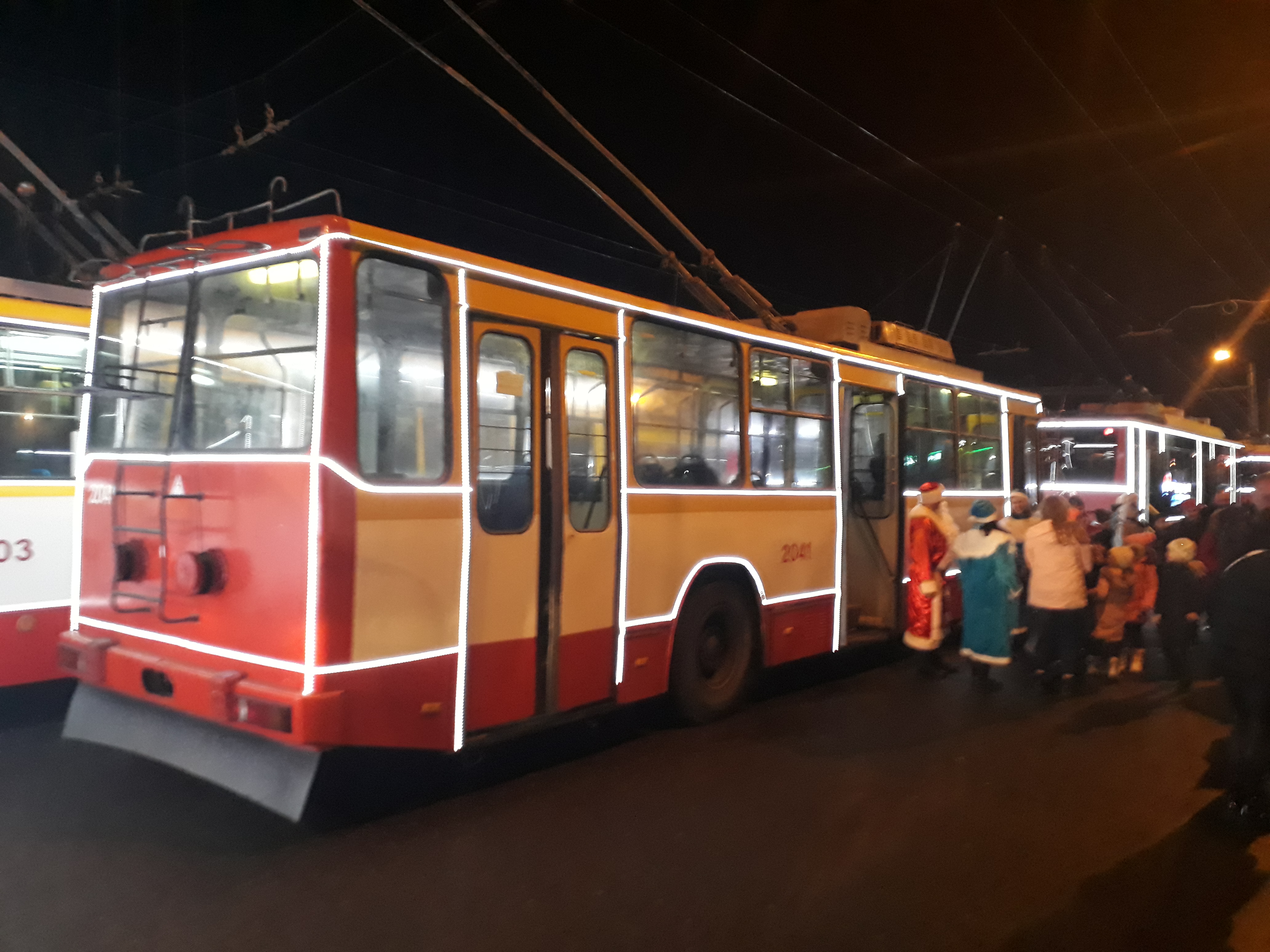
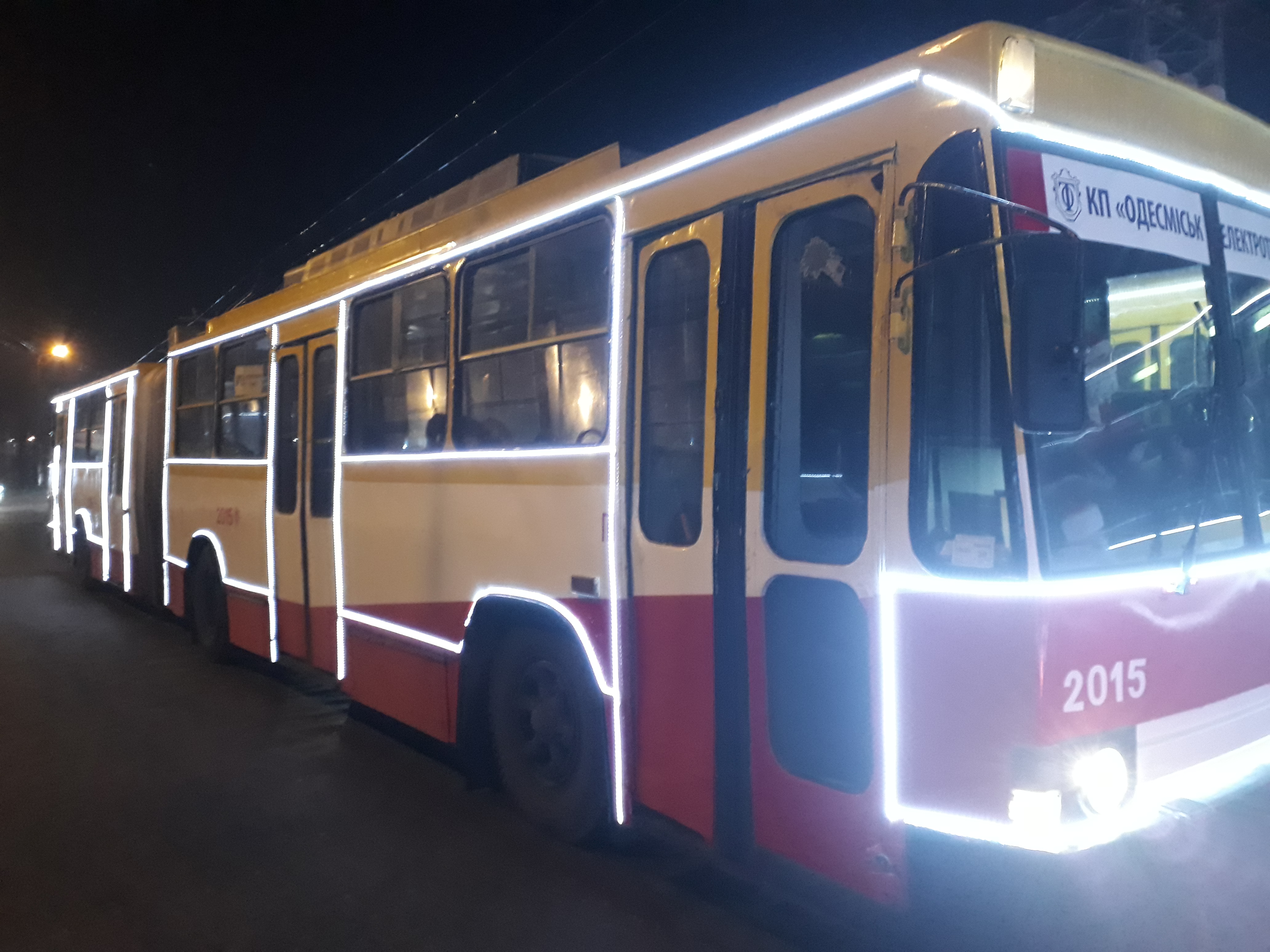
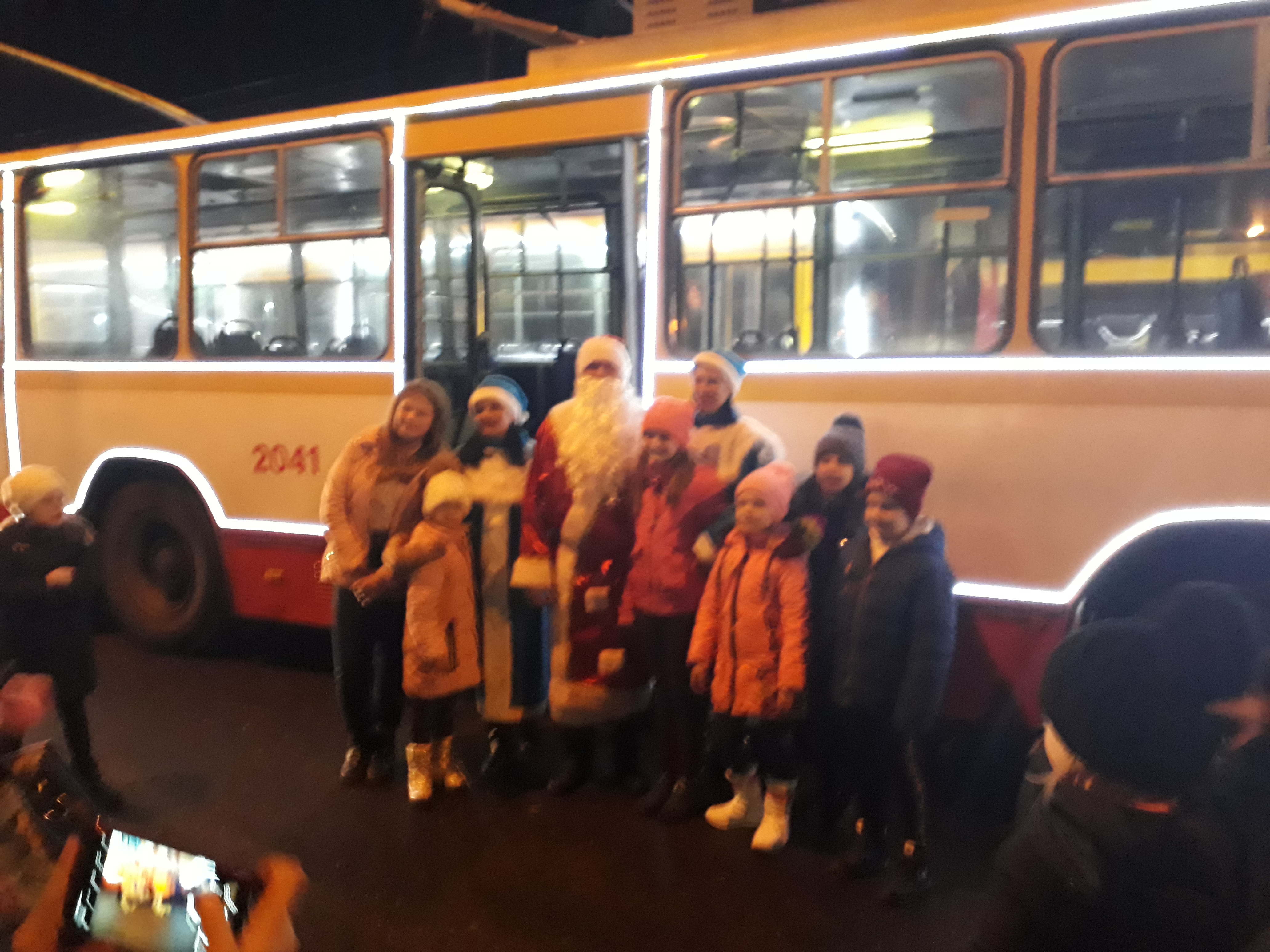
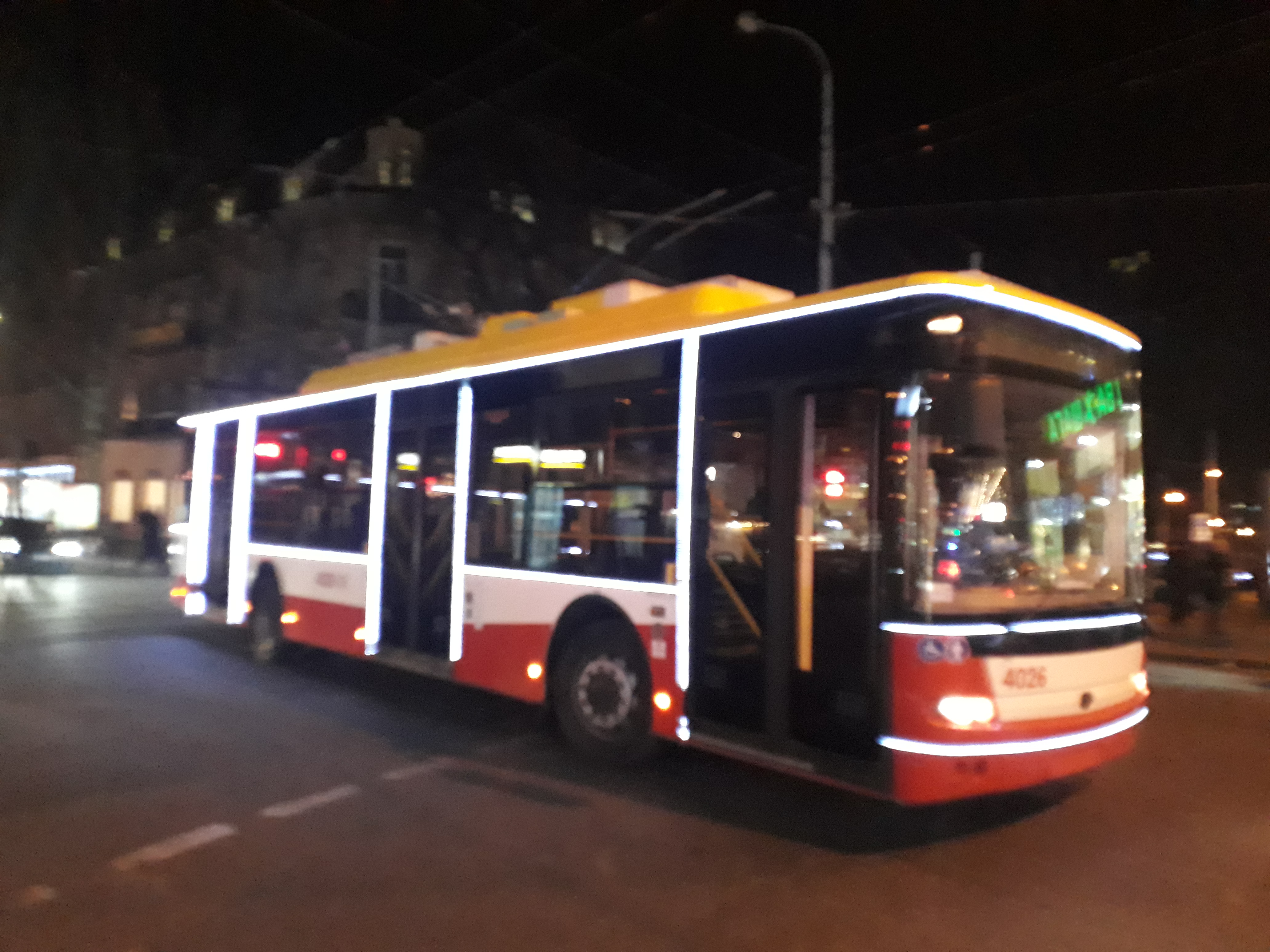
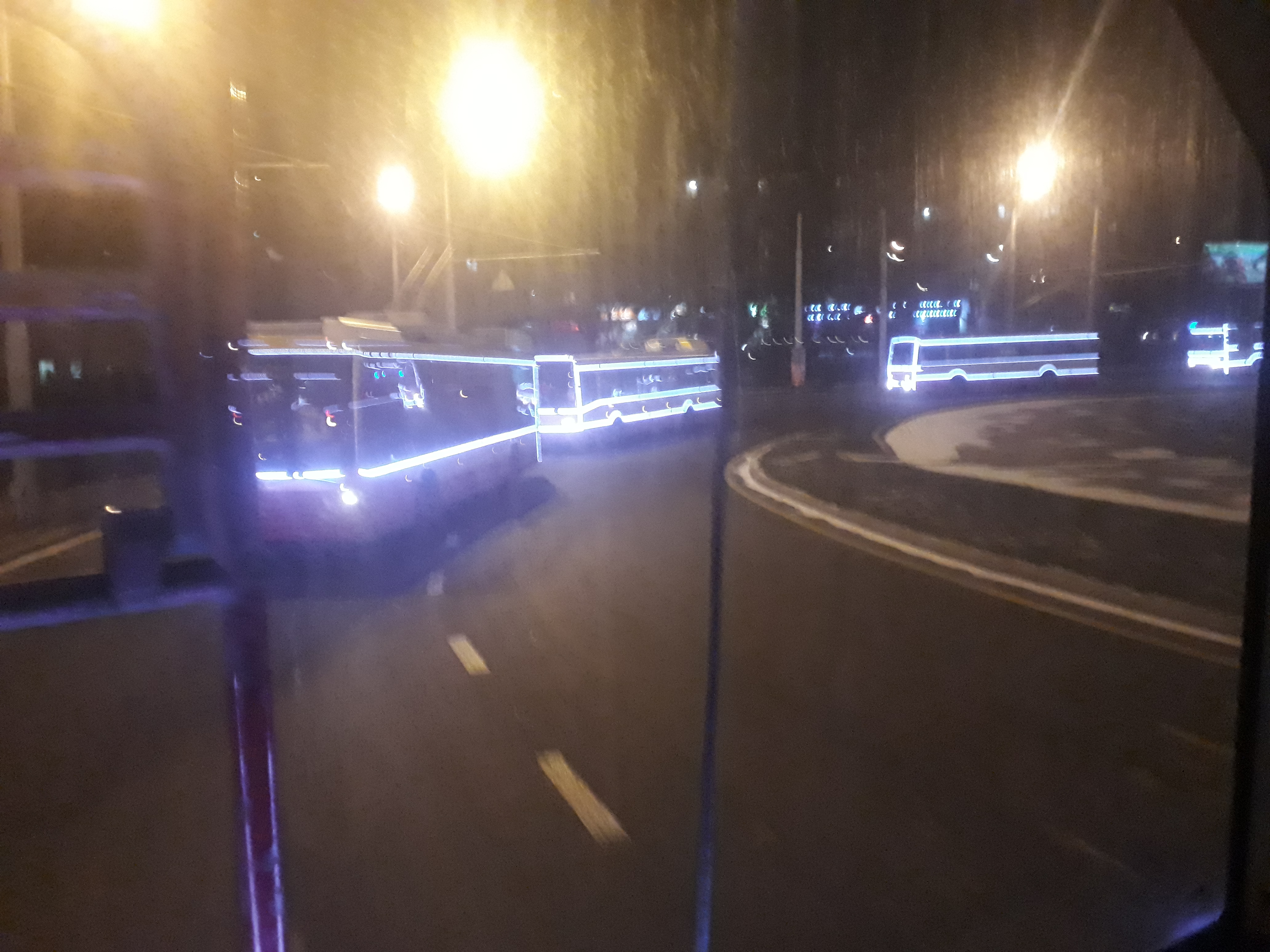
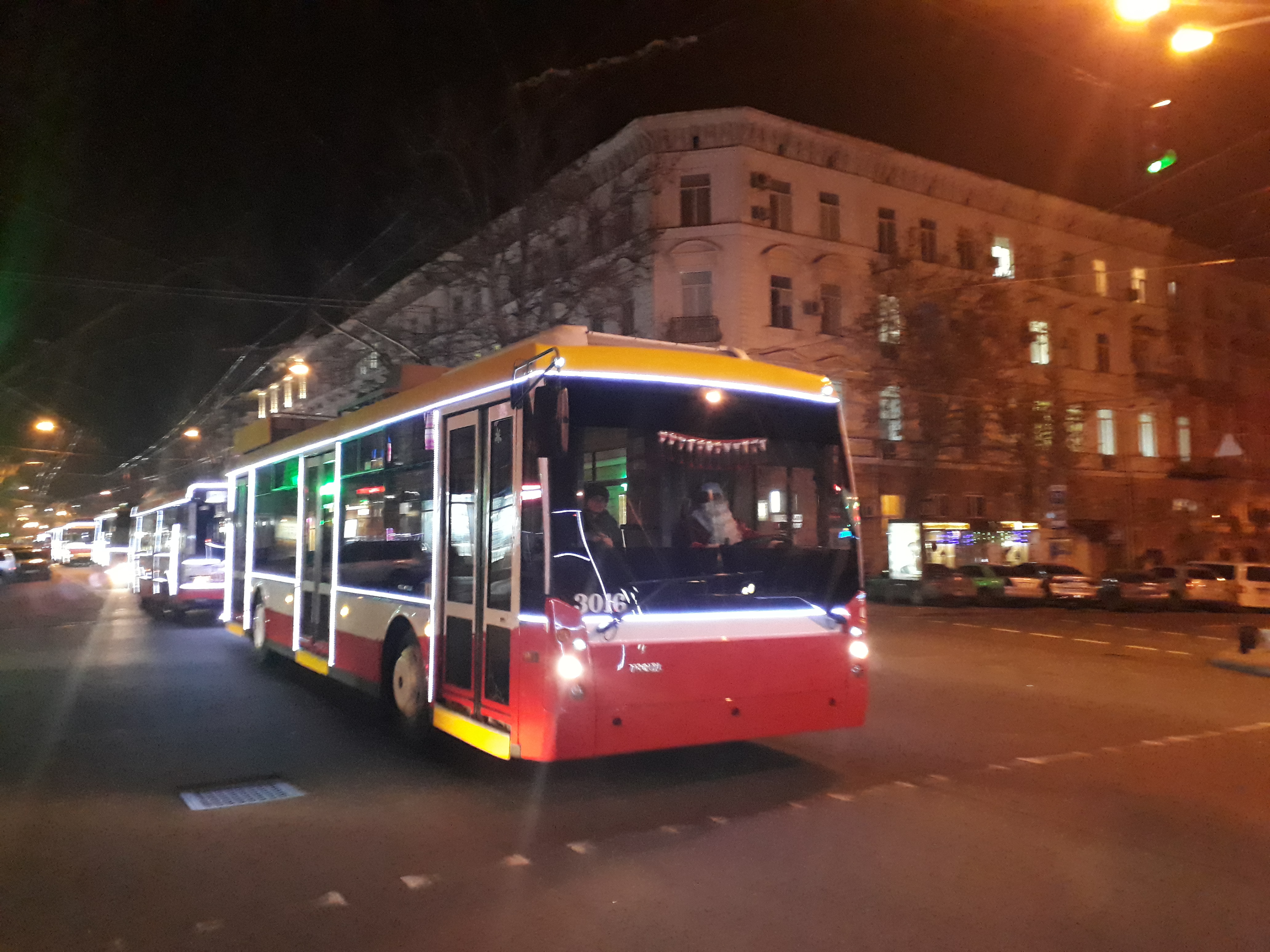
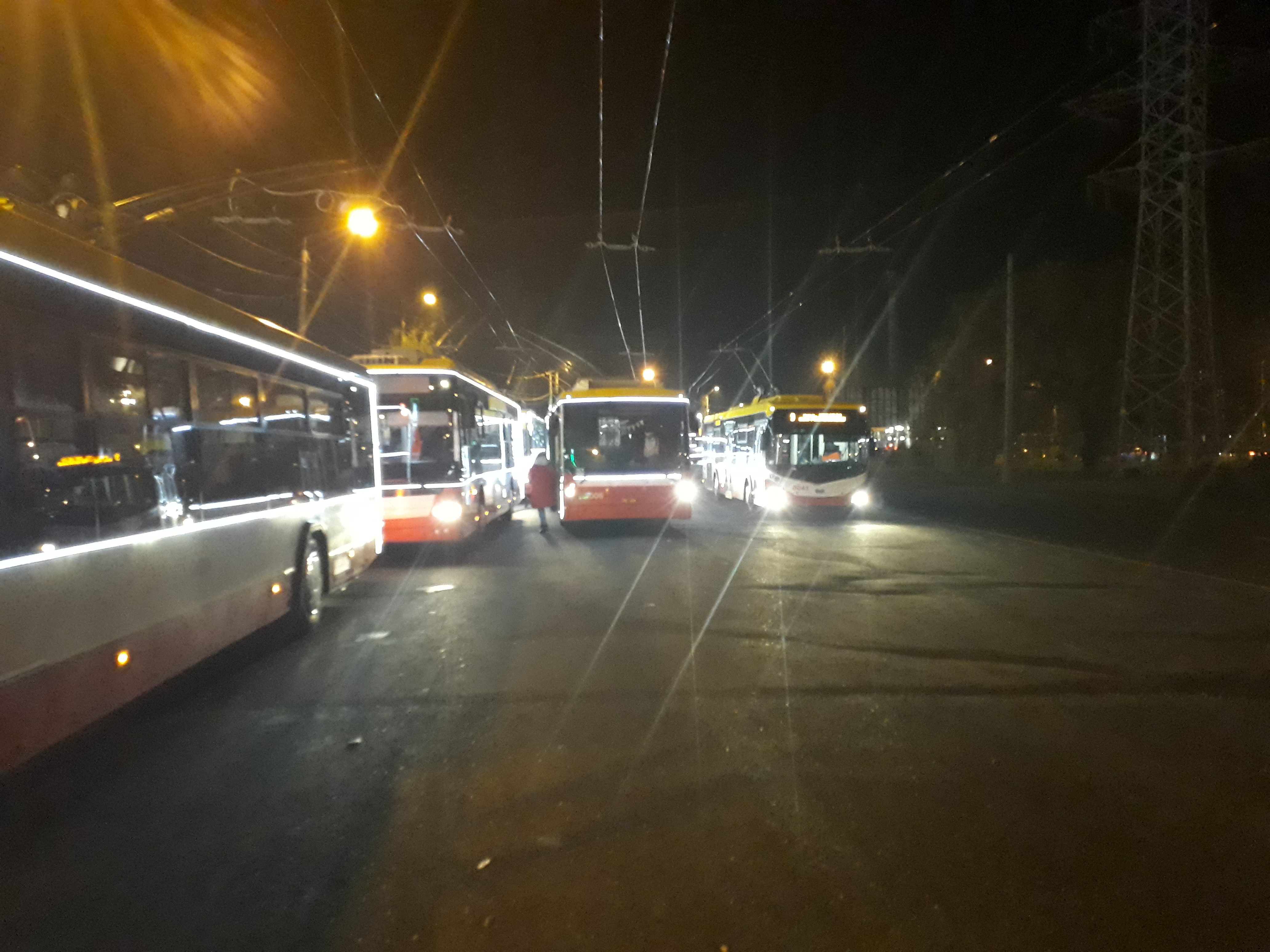
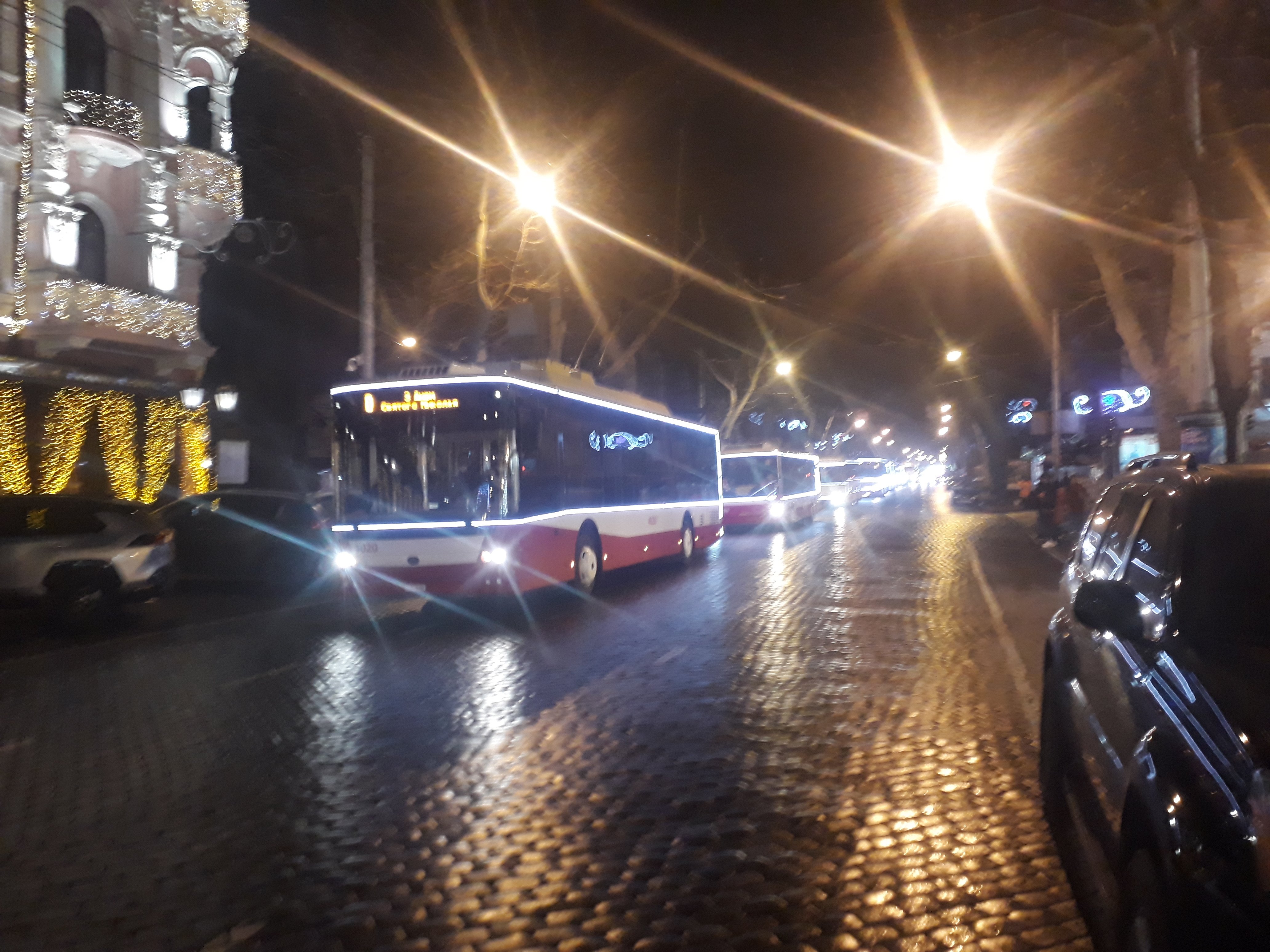
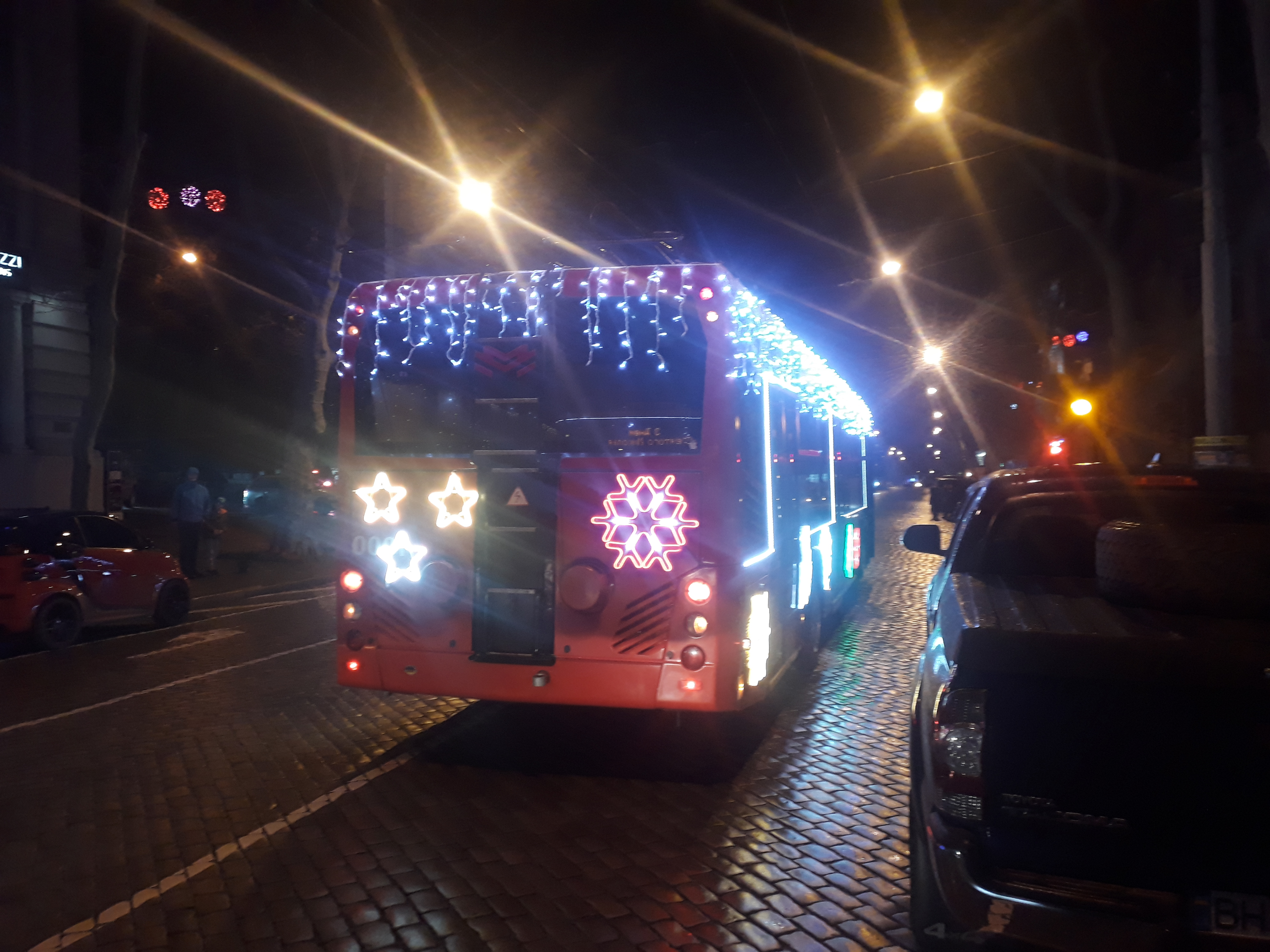
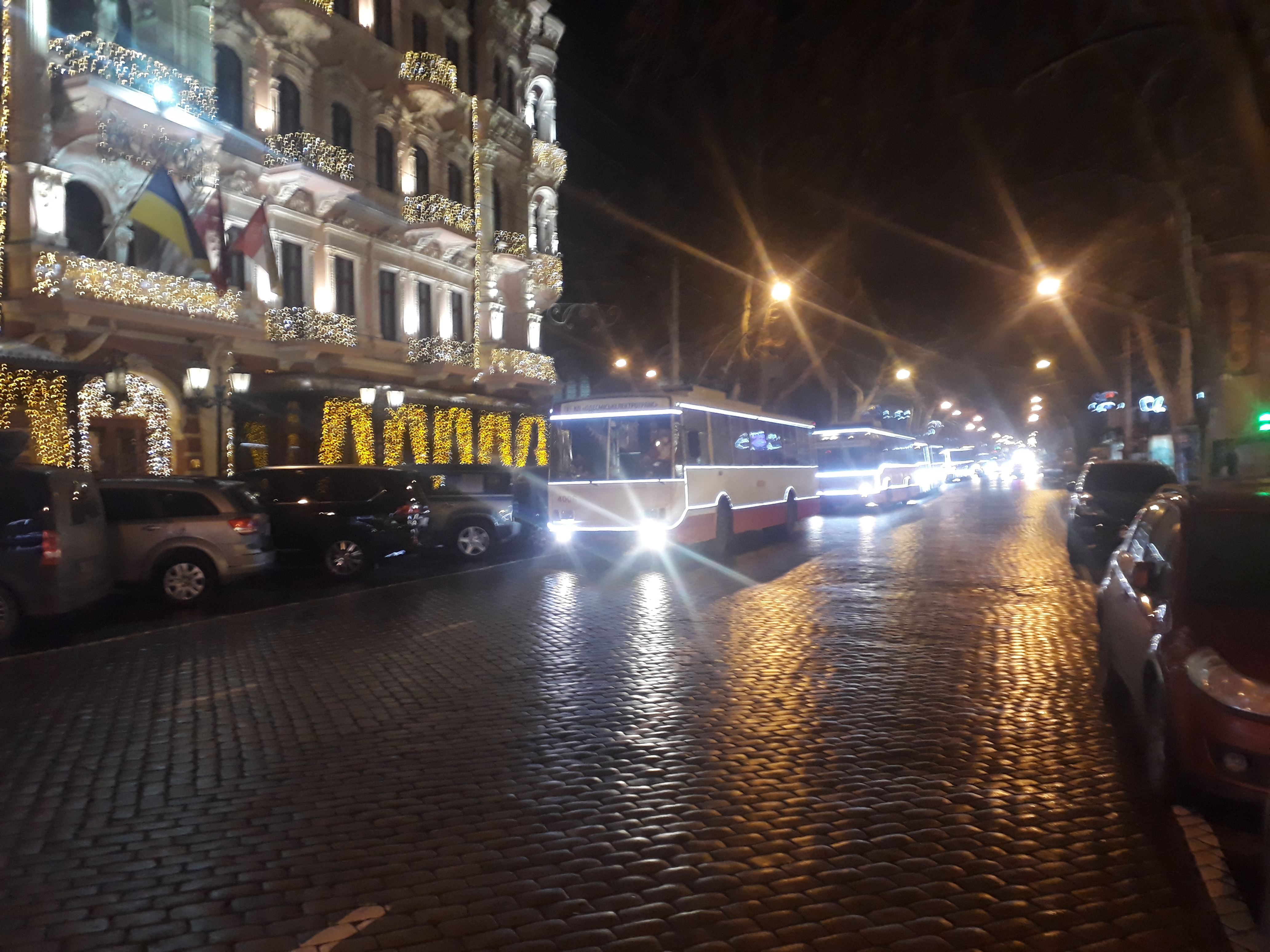
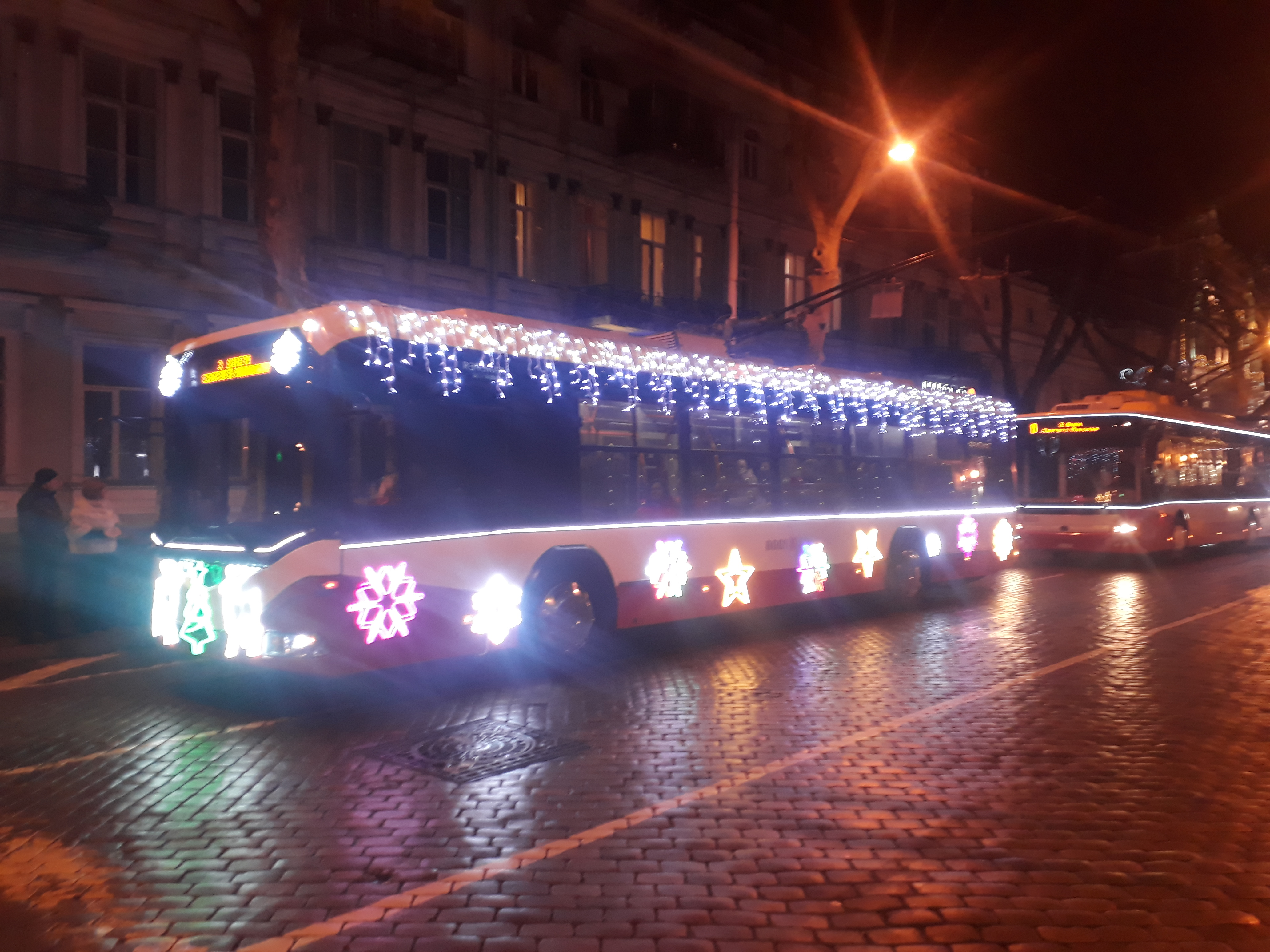

З 2017 року 19 грудня в Одесі відбувається традиційний парад «новорічних тролейбусів», які вітають пасажирів з днем Святого Миколая. Колона тролейбусів складається з усіх моделей, які експлуатуються підприємством.

## Маршрути
| Перелік тролейбусних маршрутів в місті Одеса | Перелік тролейбусних маршрутів в місті Одеса | Перелік тролейбусних маршрутів в місті Одеса | Перелік тролейбусних маршрутів в місті Одеса | Перелік тролейбусних маршрутів в місті Одеса |
| №                                            | Початковий пункт                             | Кінцевий пункт                               | Дата відкриття                               | Примітки |
| -------------------------------------------- | -------------------------------------------- | -------------------------------------------- | -------------------------------------------- | --- |
| 1                                            | Залізничний вокзал                           | Площа Менделя Сфоріма                        | 07.11.1945                                   | Скасований з 1 грудня 2014 року, маршрут № 7 відповідно подовжено. Відновленний з 30 січня 2019 року Маршрут неофіційно призупинено у зв'язку з пожежею будинку Асвадурова. |
| 2                                            | ЦПКіВ ім. Шевченка                           | Вулиця Новосельського                        | 18.08.1950                                   | |
| 3                                            | ЦПКіВ ім. Шевченка                           | Станція Застава-1                            | 01.08.1952                                   | З моменту відкриття курсував за маршрутом «Парк Шевченка — ст. Товарна». З 2 листопада 1981 року введена в експлуатацію лінія по вул. Столбовій, маршрут подовжено до Застави-1. |
| 4                                            | Залізничний вокзал                           | Міст Пересип                                 | 01.10.1955                                   | Закритий 1 листопада 2006 року, повністю покривався маршрутом № 10. |
| 5                                            | Аркадія                                      | вул. Мечникова (сквер Ефрусі)                | 04.06.1961                                   | Початково їздив через вул. Троїцьку, вул. Новосельського. Призначений з 15 січня 2012 року. Маршрут тимчасово був закритим у зв'язку з пожежею будинку Асвадурова. З 1 лютого 2022 маршрут відновлено за новою схемою до вулиці Мечникова через ремонт трамвайних колій трамвайного маршруту № 5, який на час реконструкції перехрестя вулиць Преображенська і Пантелеймонівська було перенаправлено до Старосінної площі. З 2 березня 2022 року у зв'язку з запровадженням військового стану та обмеженням на використання більшості нових тролейбусів, на маршрут припинили випускати рухомий склад для забезпечення випуску на більш важливих напрямках.                                                                     |
| 5А                                           | Вулиця Новосельського                        | Куликове Поле                                | 2014                                         | Експериментальний маршрут. |
| 6                                            | Вулиця Архітекторська                        | Площа Трибуни Героїв                         | 1965                                         | Нічний/парковий для № 7 та № 11. |
| 7                                            | Вулиця Архітекторська                        | Вулиця Новосельського                        | 1965                                         | Через просп. Шевченка, залізничний вокзал. З відновленням маршруту № 1 30 січня 2019 до 20 грудня 2021 року, зпрямовано до вул. Новосельського. Тимчасово курсував до площі Менделя Сфоріма за схемою 2014-го року. З 21 грудня 2021 року повернено на вулицю Новосельського. На відміну від схеми руху 2019 року, тролейбуси прямують Італійським бульваром крізь Залізничний вокзал, вулиці Італійська, Грецька та Рішельєвська. З вулиці Рішельєвської повертають праворуч на вулицю Троїцьку і далі прямують до кінцевої Новосельського. У напрямку від центра міста тролейбуси повертають з вулиці Троїцької на вул. Рішельєвську і далі прямують через Залізничний вокзал до вулиці Архітекторської за звичним маршрутом. |
| 7А                                           | Аркадія                                      | Вулиця Архітекторська                        | 23.06.2012                                   | Літній маршрут, який працював лише місяць. |
| 7к                                           | Залізничний вокзал                           | Вулиця Архітекторська                        | ?                                            | |
| 8                                            | Залізничний вокзал                           | Суперфосфатний завод                         | 06.11.1966                                   | У травні 1986 року введена в експлуатацію лінія по вул. Промисловій. Змінено маршрут руху. |
| 9                                            | Вулиця Інглезі                               | Вулиця Рішельєвська                          | 03.11.1965                                   | Через вул. Ніни Строкатої, просп. Шевченка. |
| 10                                           | Вулиця Інглезі                               | Вулиця Ніни Строкатої                        | 18.11.1965                                   | Через вул. Сегедську, залізничний вокзал. |
| 10к                                          | Залізничний вокзал                           | 5 ст. Великого Фонтану                       | 2018                                         | Призначався на час ремонту перехрестя на 5 ст. Великого Фонтану. |
| 11                                           | Вулиця Архітекторська                        | Залізничний вокзал                           | 1969                                         | Маршрут не працює, але офіційно не закритий. |
| 12                                           | Вулиця Архітекторська                        | Застава-1                                    | 18.01.1970                                   | 2 листопада 1981 року введена в експлуатацію лінія по вул. Стовбовій, маршрут подовжено до Застави-1. З 29 серпня 2011 року відновлено рух по вул. Святослава Ріхтера. З 19 березня 2021 року у зв'язку з початком обмеження руху та майбутньою реконструкцією Іванівського шляхопроводу маршрут скорочується до вулиці Центральний Аеропорт. Для цього було побудовано розворотне кільце на розі вулиць Ріхтера та Центральний Аеропорт. |
| 13                                           | Вулиця Інглезі                               | Аркадія                                      | 1973                                         | Працює лише влітку. |
| 14                                           | Станція Застава-1                            | Залізничний вокзал                           | 1969                                         | З 21 квітня 1970 року курсував за маршрутом «Вулиця Суворова — Аеропорт». Як повноцінний маршрут був відновленний у 2014 році. З січня 2020-го курсує до площі Бориса Дерев'янка у зв'язку з благоустроєм території біля аеропорту. У жовтні 2020 року рішенням міської ради маршрут змінено, рух до аеропорту відновлено не буде. У зв'язку з обмеженням руху та майбутньою реконструкцією Іванівського шляхопроводу, маршрут змінено. Тролейбуси прямуватимуть до кінцевої зупинки Застава-1. З 1 лютого 2021 року не працює, але офіційно не закритий. |
| 15                                           | Вулиця Корнюшина                             | Залізничний вокзал                           | 30.10.2021                                   | Перший в Одесі маршрут, який буде обслуговуватися тролейбусами з автономним ходом та електробусами. У вересні 2021 року було представлено перші модернізовані тролейбуси Skoda 21Tr, проте станом на жовтень 2021 маршрут так і не було офіційно відкрито. 30 жовтня 2021 об 11.00 маршрут було офіційно відкрито. На лінії працює 3 тролейбуси. Інтервал руху складає близько 25 хвилин. Після завершення модернізації ще 2-х тролейбусів Skoda 21Tr інтервал руху планується зменшити. З початком російського вторгнення маршрут скасовано на час військового стану. Рухомий склад переведено на звичайні маршрути. |
| 16                                           | Куликове Поле                                | Вулиця Новосельського                        | 1992                                         | Офіційно скасовано 10 січня 2012 року, хоча декілька років до цього не працював взагалі. Маршрут № 5 подовжено трасою скасованного № 16 у 2012 році. |

У грудні 2015 року в Одесі запрацював портал «Транспорт Одеси», на якому можна в режимі реального часу стежити за пересуванням громадського міського транспорту. З 2020 року стежити за громадським транспортом можна у спеціальному додатку Транспод..

## Вартість проїзду

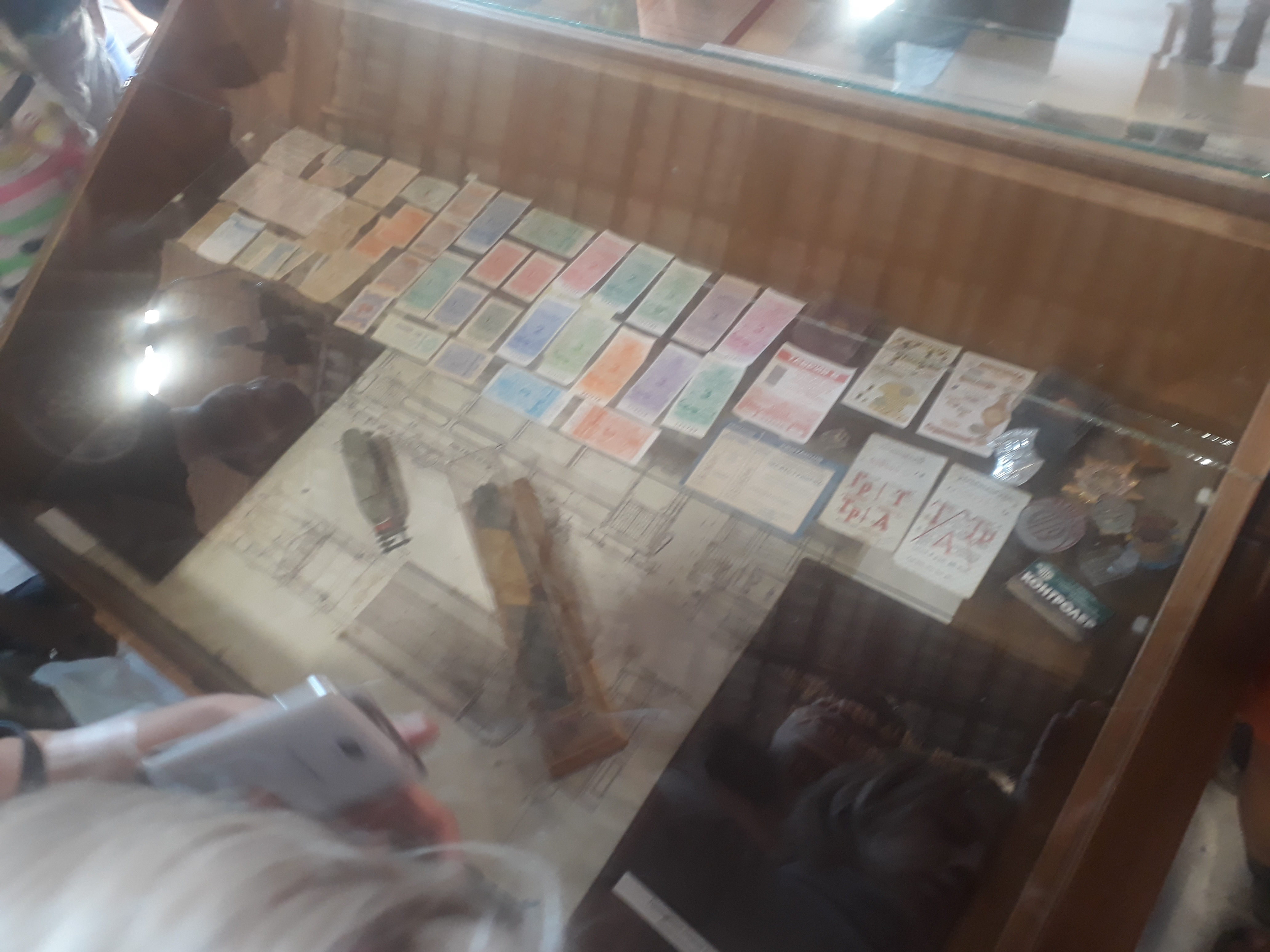
Колекція квитків для проїзду у міському транспорті Одеси, що зберігається в оновленому музеї міського електротранспорту

Вартість проїзду в міському електротранспорті Одеси встановлюється на підставі рішення виконавчого комітету Одеської міської ради.
| Динаміка зростання вартості проїзду в міському електротранспорті | Динаміка зростання вартості проїзду в міському електротранспорті | Динаміка зростання вартості проїзду в міському електротранспорті |
| Дата встановлення тарифу                                         | Вартість проїзду, ₴                                              | Підстава                                                         |
| ---------------------------------------------------------------- | ---------------------------------------------------------------- | ---------------------------------------------------------------- |
| 1 грудня 2008                                                    | 1,00                                                             | [ 30 ]                                                           |
| 1 липня 2011                                                     | 1,25                                                             | [ 31 ]                                                           |
| 1 листопада 2011                                                 | 1,50                                                             | [ 32 ]                                                           |
| 1 червня 2015                                                    | 2,00                                                             | [ 33 ]                                                           |
| 1 жовтня 2016                                                    | 3,00                                                             | [ 34 ]                                                           |
| 1 грудня 2018                                                    | 5,00                                                             | [ 35 ]                                                           |
| 1 листопада 2021                                                 | 8,00 / 7,00                                                      | [ 36 ]                                                           |
| 1 грудня 2024                                                    | 15,00                                                            |                                                                  |

| Тип постійного квитка              | трамвай, ₴ | тролейбус, ₴ | трамвай + тролейбус, ₴ |
| ---------------------------------- | ---------- | ------------ | ---------------------- |
| Учнівський на місяць (30 днів)     | 120        | 120          | 160                    |
| Студентський на місяць (30 днів)   | 240        | 240          | 340                    |
| Громадянський на місяць (30 днів)  | 420        | 420          | 567                    |
| Громадянський на 7 днів            | 105        | 105          | 147                    |
| Громадянський на 10 днів           | 148        | 148          | 210                    |
| Громадянський на 15 днів           | 219        | 219          | 315                    |
| Громадянський на квартал (90 днів) | 1170       | 1170         | 1550                   |